# イエローストーン (テレビドラマ)
『イエローストーン』は、テイラー・シェリダンとジョン・リンソンにより創作されたアメリカ合衆国のネオウェスタンドラマ・シリーズである。2018年6月20日にパラマウント・ネットワークで放送開始された。

## 概要
シリーズは、モンタナ州最大の牧場であるイエローストーン牧場の所有者であるダットン家を追いかける。イエローストーン牧場と、先祖の土地である牧場を取り戻したいブロークンロック・インディアン居留地、そしてモンタナ州を開発しようとする土地開発業者の間の争いを描く。
2013年、俳優であったシェリダンは演技に飽きて脚本を書き始めた。テキサス州やワイオミング州の田舎に住んだ経験を活かし、シェリダンはモンタナ州のリビングストンを舞台に選んだ。シェリダンは脚本をまずHBOに売り込んだが断られた。2017年5月、パラマウント・ネットワークは10話からなるシリーズを発注した。シェリダンは脚本、監督、そして製作総指揮を務める。シーズン1では全話の監督・脚本を担当し、その後のシーズンでも全話の脚本を担当するほか、数話の監督を務める。2024年11月放送予定のシーズン5後半をもって終了予定である。その後、続編シリーズ『2024』が放送開始予定である。
ダットン家の祖先が大陸を横断し、イエローストーン牧場となる土地に定住し始める前日譚『1883』が製作されている。さらに、大恐慌時代のダットン家を描く二作目の前日譚『1923』も製作されている。さらに、『1923』のその後を描く『1944』、本シリーズと同じ現代を舞台とした『6666』が企画中である。シェリダンはこれらすべての作品に、脚本、監督、あるいは製作総指揮としてかかわる。
日本ではWOWOWで初放送されている。シーズン4はWOWOWオンデマンドで放送に先行して配信された。スピンオフである『1883』、『1923』はU-NEXTで独占配信されている。

## 登場人物

### メイン
※括弧内は日本語吹替。
- ジョン・ダットン三世 : ケビン・コスナー（原康義） - アメリカ最大の牧場であるイエローストーン牧場を所有するダットン家の六代目の当主。州の家畜協会理事。妻を亡くした男やもめ。
  - ジョシュ・ルーカスが1990年代のジョン・ダットンを演じる。
- ケイシー・ダットン : ルーク・グライムス（清水裕亮） – 元Navy SEALs、ジョンの末息子。ネイティブ・アメリカンの妻とともにブロークンロック・インディアン居留地に住む。
  - Rhys Alterman が1990年代のケイシーを演じる。
- べサニー(ベス)・ダットン : ケリー・ライリー（加藤美佐） - ジョンの唯一の娘であり、シュワルツ&マイヤー社のパートナーである、会社乗っ取りに長けた金融専門家。母の死の原因となったことを悔やみ続け、父には異常なほど忠実であり続ける。
  - Kylie Rogersが1990年代のベスを演じる。
- ジェイミー・ダットン : ウェス・ベントリー（赤坂柾之） - ジョンの次男。弁護士。実は養子であり実の父は実の母を殺して刑務所に入っている。
  - Dalton Baker が1990年代のジェイミーを演じる。
- リップ・ウィーラー : コール・ハウザー（斎藤寛仁） - ジョンの右腕。若いころに母と兄弟を殺した父を殺して逃げ、牧場に迎え入れられる。ベスと関係を持つ。
  - Kyle Red Silverstein が1990年代のリップを演じる。
- モニカ・ロング・ダットン : ケルシー・チャウ（吉元里謹） – ケイシーのネイティブ・アメリカンの妻。ブロークンロック居留地の学校の教師。のちにモンタナ州立大学の教官。
- テイト・ダットン : ブレッケン・メリル（小林さとみ） - ケイシーとモニカの息子。
- ジミー・ハードストロム : ジェファーソン・ホワイト（英語版）（藤井雄太） - イエローストーン牧場の刑務所帰りのカウボーイ。S1で新入りとなる。
- ダン・ジェンキンス : ダニー・ヒューストン（菊池康弘） - カリフォルニアの富豪で土地開発業者。(S1-S2)
- トーマス・レインウォーター : ギル・バーミンガム（安原義人） - イエローストーン牧場に隣接するブロークンロック居留地の首長。牧場の土地がかつてネイティブ・アメリカンから奪われたと考え取り戻そうとする
- ロイド・ピアース : Forrie J. Smith - 牧場のベテランカウボーイ (S3よりメイン)
  - Forrest Smith(S2)およびForrest Wilder (S5)が1990年代のロイドを演じる
- コルビー・メイフィールド : Denim Richards（露木徳幸） - 牧場のカウボーイ (S3よりメイン)
- ライアン : Ian Bohen – 牧場のカウボーイで家畜協会のエージェント (S4よりメイン)
- ウォーカー : Ryan Bingham - 元ミュージシャンで元囚人。牧場のカウボーイ。(S4よりメイン)
- カーター : フィン・リトル（須藤翔） - ベスが牧場に招き入れる孤児の少年。(S4よりメイン)
- ライネル・ペリー: ウェンディ・モニツ – モンタナ州知事、後に連邦議会上院議員。(S5よりメイン)
- ティーター : ジェニファー・ランドン - テキサス出身の牧場のカウガールでコルビーのガールフレンド (S5よりメイン)
- エミリー : Kathryn Kelly - テキサスの6666牧場の獣医でジミーのガールフレンド　(S5よりメイン)
- モー : Moses Brings Plenty（露木徳幸） - レインウォーター首長の運転手兼ボディガード　(S5よりメイン)

### リカーリング
- ボブ・シュワルツ : マイケル・ヌーリー - ベス・ダットンがパートナーとなっている投資会社シュワルツ&マイヤーのCEO  (S1-S4)
- ベン・ウォーターズ : Atticus Todd - インディアン居留地を管轄する部族警察の警察官 (S1-S3)
- フェリクス・ロング : Rudy Ramos - モニカの祖父 (S1-S4)
- サム・スタンズ・アローン :  Tokala Black Elk - ロング家の友人 (S1)
- フレッド・マイヤーズ : Luke Peckinpah - イエローストーン牧場のカウボーイ
- エメット・ウォルシュ : Buck Taylor - 牧場主で家畜協会理事
- ジェイソン : David Cleveland Brown - ベスのアシスタント (S1-S2)
- マイク・スチュワート : Timothy Carhart - モンタナ州司法長官 (S1-S3)
- カール・レイノルズ : フレドリック・レーン - ジョン・ダットンの親友 (S1)
- リトルフィールド校長 : Robert Mirabal - ハートソング中学の校長
- メロディ・プレスコット : Heather Hemmens - ダン・ジェンキンスのアシスタント (S1)
- クリスティーナ : キャサリン・カニンガム（桃江トウコ） - ジェイミー・ダットンの選挙参謀で恋人 (S1-S2, S4)
- サラ・グエン : ミカエラ・コンリン - ジャーナリスト (S1-S2)
- ドニー・ハスケル : Hugh Dillon - パーク郡の保安官 (S1-S4)
- ジェイク: Jake Ream - 牧場のカウボーイ (S2-)
- エイブリー : Tanaya Beatty - リップが雇う元ストリッパーの牧場のカウガールで先住民 (S1-S2,S4)
- “カウボーイ”  : スティーヴン・ウィリアムズ - ベテランのカウボーイ (S2)
- マルコム・ベック : ニール・マクドノー - ジョン・ダットンの宿敵の実業家 (S2)
- ティール・ベック: テリー・セルピコ - マルコムの兄弟でパートナー (S2)
- キャシディ・リード : Kelly Rohrbach - 元ロデオ・クイーンの検事 (S2)
- マーティン : Martin Sensmeier - モニカを担当する先住民の理学療法士(S2)
- スティーヴ・ヘンドン : James Jordan – 家畜業者 (S2-)
- レイ :  レイン・ギャリソン - ジミーの友人で麻薬業者 (S2)
- ブレイク : Ryan Dorsey - レイの仲間 (S2)
- ゲイター : Gabriel "Gator" Guilbeau - ダットン家の料理人。(S2-)
- トリー :  Wolé Parks - ダン・ジェンキンスのボディーガード (S2)
- イーサン: Ethan Lee – 牧場のカウボーイ (S3-)
- ロアーク・モリス : ジョシュ・ホロウェイ（ケンコー） - 牧場主で投資会社マーケット・エクイティーズの株主 (S3-S4)
- エリス・スティール : John Emmet Tracy (S3-) - 投資会社マーケット・エクイティーズの不動産部門担当
- アンジェラ・ブルー・サンダー :  クオリアンカ・キルヒャー - 部族の弁護士 (S3, S5)
- ウェイド・モロー : Boots Southerland - イエローストーン牧場の近隣の牧場主 (S3)
- クリント・モロー : Brent Walker - ウェイドの息子 (S3)
- ウィラ・ヘイズ : Karen Pittman（梅子サヲリ） - 投資会社マーケット・エクイティーズのCEO (S3)
- ミア : Eden Brolin（桃江トウコ） - ジミーのガールフレンド (S3-S4)
- ララミー : Hassie Harrison - ミアの友人 (S3-)
- トラビス・ウィートリー : テイラー・シェリダン  - 馬のトレーダー (S1,S2,S4)
- ケイト: Maria Julian - モンタナ州司法長官のアシスタント (S4-)
- ギャレット・ランドル : ウィル・パットン - ジェイミーの実父 (S4)
- キャロライン・ワーナー : ジャッキー・ウィーヴァー（おまたかな） - イエローストーンに空港とスキーリゾートを建設しようとする投資会社マーケット・エクイティーズの取締役会長 (S4-)
- ジェリンス : Jerynce Brings Plenty - モーの息子 (S4-)
- サマー・ヒギンス :  パイパー・ペラーボ - 環境活動家 (S4-)

### ゲスト
- リー・ダットン : デイヴ・アナブル - ジョン・ダットンの長男、モンタナ家畜協会のエージェント
  - Kip Dentonが若いころのリー・ダットンを演じる
- ロバート・ロング : Jeremiah Bitsui - 元陸軍兵士、モニカの兄弟。
- サマンサ・ロング : Morningstar Angeline – ロバートの妻
- ダーク・ハードストロム : Stanley Peternel - ジミーの祖父
- エヴェリン・ダットン : グレッチェン・モル - ジョン・ダットンの亡くなった妻。1997年の乗馬中の事故で死ぬ。
- ダニー・トルドー : ジーノ・セガーズ - 行方不明の娘デイジーを探す男
- ラムジー : Rob Kirkland - パーク郡の警察指揮官、後に保安官
- ジョン・ダットン・ジュニア : ダブニー・コールマン -ジョン・ダットンの父。
- ロス : バリー・コービン – 6666牧場のカウボーイ
- ジェームズ・ダットン : ティム・マグロウ - ジョン・ダットンの曾々祖父
- マーガレット・ダットン : フェイス・ヒル - ジョン・ダットンの曾々祖母

## あらすじ

### シーズン1のあらすじ
モンタナ州で先祖代々のイエローストーン大牧場を営むジョン・ダットンは、家畜協会理事も務めて影響力を保持するが、健康に不安を持ち始める。友人の孫で刑務所帰りジミーを引き取り、カウボーイにしようとする。近隣のインディアン居留地ブロークンロックの首長となったトーマスは、かつてダットン家に奪われた土地を取り戻すため、様々な策謀をめぐらす。カリフォルニア州出身の開発業者のダンが近隣に住宅地を建設しようとするがジョンに妨害され、トーマスと組んでダットン家の土地を奪う計画を立てる。ジョンの末息子で元海兵隊のケイシーは先住民のモニカと結婚して居留地に住む。フェンスが破られて牛が居留地に逃げ出し、争いでジョンの長男のリーがモニカの兄ロバートに殺され、ケイシーはロバートを殺す。モニカは息子テイトを連れて別居する。養子であることを隠される次男のジェイミーは弁護士として家の様々な法的問題を解決するよう求められるが、やがて州司法長官を目指す自分の夢を選んで父と対立し縁を切られる。ジョンの恋人である知事と現司法長官も、ジョンから離反する動きを見せる。唯一の娘であるベスは有能な金融専門家であるが、かつて自分のせいで母の死を招いたことをいまだに後悔し、父には異常なほどの忠実さをみせるも、ジェイミーを強く憎む。ジョンの右腕で牧場を運営するリップは、ケイシーの殺人のもみ消しなど、様々な法に触れる仕事をこなしてダットン家と牧場を守る。ジェイミーに離反されたジョンは、ベス、ケイシー、リップらと包囲網に対抗する。

### シーズン2のあらすじ
ジョンはケイシーを後継ぎにしようとし、リップをカウボーイに降格させて代わりにケイシーに牧場を運営させ、さらに家畜協会のエージェントにする。ジミーはロデオを始めて賞金を稼ぐ。モニカはケイシーとよりを戻し、大学に勤め始めて牧場に越してくる。ベスは勤める会社シュワルツ&マイヤーで牧場周辺の土地を買い集める。ジェイミーは司法長官選で父と共和党の支持を失い、トーマスに資金供与の提案をされた時点で断念し、家族の元に戻る。その前に父を糾弾するインタビューを受けたジャーナリストに記事の取り消しを願うもかなわず、殺してしまう。自殺を考えるも思いとどまり、生まれ変わったつもりでカウボーイの仕事を始める。だがベスは依然としてジェイミーを信じず憎み続ける。ダンはカジノを建設させ自分はホテルを運営する契約をトーマスと結ぶ。スロットマシーン付給油所を運営するベック兄弟がカジノに反対し、ジョンと同盟を結ぼうとするが断られ、報復に牧場の牛を大量死させる。ベスに暴力をふるいアシスタントを殺す。さらにはカジノ関係者やダンを殺し、ケイシーの息子テイトを誘拐する。ジョンは家族と家畜協会の総力を挙げてベック兄弟を殺し、孫を取り戻す。息子たちの能力に失望し、リップに牧場を譲るようベスに託す。

### シーズン3のあらすじ
ジョンはベック兄弟殺害の責任を取って家畜協会の理事を辞任しジェイミーを後任にする。ジミーの祖父がジミーの知り合いの麻薬ギャングに殺され、カウボーイ仲間が復讐をする。ジミーはロデオで重傷を負う。巨大投資会社マーケット・エクイティーズ(ME)が、州にイエローストーン牧場の土地の一部を強制収用させて空港を建設し、ダンの遺族から買った土地にスキーリゾートを建設し、多額の固定資産税を州が得る計画を州知事ライネル・ペリーに持ちかける。知事として提案を拒否できないライネルは恋人でもあるジョンに計画を明かし、ジェイミーを臨時の州司法長官に任命し、ケイシーが家畜協会の理事となる。MEにカジノ建設を妨害されたトーマスは、牧場の土地を守り空港建設による固定資産税上昇を避けたいジョンと一時的な同盟を結ぶ。ベスは、かつてジェイミーのせいで不妊となったことをジョンに告白する。ベスとリップは結婚を約束する。MEの大株主のロアーク・モリスはジョンの仇敵のウェイド・モローを使ってジョンを挑発し、CEOのウィラ・ヘイズはベスの会社シュワルツ&マイヤーの大株主となってベスを解雇する。ジェイミーは自分が養子であると知り、母を殺した実父に会う。ジェイミーは州による低額の収用を避け牧場内の空港用地を売却することを求め、拒否するジョンとベスを怒らせる。トーマスは弁護士アンジェラ・ブルー・サンダーを雇い、環境への悪影響をめぐり空港建設に反対する訴訟を起こすと脅す。ジョン、ベス、ケイシーがそれぞれ何者かに襲撃される。

### シーズン4のあらすじ
ジョンは重傷を負うもリップに救われ、二か月後に退院する。ベスは大やけどを負う。ケイシーは自分たちを襲撃した民兵に復讐するも依頼した黒幕は不明のままとなる。牧場も襲われてテイトはPTSDとなり、ケイシーは家族と牧場を出る。トーマスは襲撃者を雇った男の情報をジョンに渡す。ジョンは黒幕がジェイミーではないかと疑いつつ、司法長官となっているジェイミーに情報を渡して調べさせる。ジェイミーは実父のために牧場を購入する。かつての恋人のクリスティーナが息子を連れて現れる。ダットン家の襲撃を依頼したのは実父だと知るも隠す。知事が辞職することになり、ジェイミーは後継指名を期待する。闇を抱えるジェイミーを後継にしないためにジョンが自ら立候補する。マーケット・エクイティーズ(ME)はジェイミーからリースされた土地で空港建設を始めるも、先住民の遺跡が発見されて工事は中止される。ベスは孤児のカーターを拾い、リップとともに母屋でジョンと同居し始める。MEの取締役会長のキャロライン・ワーナーは融和的な姿勢を見せ、ベスを取り込むためにMEのモンタナ支社長にする。ベスは報酬としてシュワルツ&マイヤーの経営権を握るだけの株を受け取り、自分を解雇したボスのロバートを解雇する。イエローストーン牧場を飲み込む巨大な開発計画を知り、環境運動家のサマーをけしかけて潰そうとする。ワーナーはこれを知ってベスを解雇し、報復を宣言する。ベスはリップと結婚した後、刑務所でジェイミーの実父が襲撃犯を雇ったことを知る。ベスはジェイミーに迫って実父を殺させ、その証拠を得てさらにジェイミーの弱みを握る。ジミーはテキサスの6666牧場に馬飼いの修業に出され、獣医のエミリーと婚約する。イエローストーンに戻って恩を返そうとするも、ジョンに義務から解放されてエミリーとテキサスに行く。

## エピソード

### エピソードの概要
| シーズン | シーズン | 話数 | 話数   | 放送期間       | 放送期間      |
| シーズン | シーズン | 話数 | 話数   | 初回放送       | 最終回放送    |
| -------- | -------- | ---- | ------ | -------------- | ------------- |
|          | 1        | 9    | 9      | 2018年6月20日  | 2018年8月22日 |
|          | 2        | 10   | 10     | 2019年6月19日  | 2019年8月28日 |
|          | 3        | 10   | 10     | 2020年6月21日  | 2020年8月23日 |
|          | 4        | 10   | 10     | 2021年11月7日  | 2022年1月2日  |
|          | 5        | 14   | 8      | 2022年11月13日 | 2023年1月1日  |
| 6        | 5        | 14   | 2023年 | TBA            |               |

### シーズン1のエピソード
| 通算 話数 | シーズン 話数 | タイトル                                | 監督                 | 脚本                                    | 放送日        | U.S.視聴者数 (百万人) |
| --- | ------------- | --------------------------------------- | -------------------- | --------------------------------------- | ------------- | --------------------- |
| 1 | 1             | "夜明け" "Daybreak"                     | テイラー・シェリダン | テイラー・シェリダン & ジョン・リンソン | 2018年6月20日 | 2.83                  |
| イエローストーン牧場主のジョン・ダットンの養子で弁護士のジェイミーは、隣町が住宅建設のために牧場の土地を利用しようとした訴えを棄却させる。ジョンの娘のベスは、会社の合併を相手に強いることに成功する。家畜協会の競売で、ジョンは犯罪者のジミーを牧場に受け入れて欲しいとの祖父の願いを聞きいれ、右腕のリップ・ウィーラーを送って牧場に連れて来させる。リップとジミーらは、ダイナマイトの爆破で川の流れを変え、下流に土地を持つ開発業者のダン・ジェンキンスが発電用ダムを作れないようにする。ブロークンロック居留地では、新首長のトーマス・レインウォーターがモンタナ州選出の上院議員に会う。ジョンの末息子のケイシーは、妻モニカと息子テイトとともに居留地に住む。フェンスが破られて、牧場の多数の牛が居留地に逃げる。先住民たちは、牛たちの所有権を主張する。ケイシーの前で牧場の従業員と先住民たちの間に銃撃戦が始まり、モニカの兄のロバートに自分の兄リーを殺され、ケイシーはロバートを殺す。 |               |                                         |                      |                                         |               |                       |
| 2 | 2             | "口封じ" "Kill the Messenger"           | テイラー・シェリダン | テイラー・シェリダン & ジョン・リンソン | 2018年6月27日 | 2.07                  |
| 知事は密かにジェイミーを呼び、検死結果はケイシーがロバートを殺したことを示すと教える。ジョンはケイシーを守るために手を回す。連邦職員には沈黙を守らせるが、検死結果は居留地の部族警察に回される。トーマスはダットン家を陥れる好機ととらえ、ジョンは証拠隠滅のためにリーの亡骸を火葬にせざるを得ない。ジョンの命令で、リップは郡の監察医を殺し、ラボを燃やす。リップはジミーをカウボーイにするために厳しく鍛える。ケイシーはロバート殺害容疑を逃れるために、軍に戻ろうと決める。ケイシーとモニカは麻薬工場の爆発現場を通りかかり、ケイシーは苦しむ瀕死の生存者を安楽死させる。トーマスが現場に来てケイシーの行為を認め、部族の儀式に誘う。 |               |                                         |                      |                                         |               |                       |
| 3 | 3             | "弔いの日" "No Good Horses"             | テイラー・シェリダン | テイラー・シェリダン                    | 2018年7月11日 | 2.17                  |
| 母が乗馬中の事故で死んだ命日、ベスは責任を感じて苦しむ。ジョンは知事ライネルと寝る。ケイシーは監禁された少女を助けて犯人を殺し、少女の父と一緒に死体を埋めて事件を隠す。ジョンはマークを逮捕させて脅し、盗まれた牛を取り戻す。だがマークはいずれ牧場を奪い返すと脅し返す。ジェイミーは州司法長官になりたいと父に頼む。ジョンは家を守るためにベスを州下院議会に送り込もうとする。ダンがベスに接近する。ロバートの未亡人サマンサは自殺する。 |               |                                         |                      |                                         |               |                       |
| 4 | 4             | "カウボーイの掟" "The Long Black Train" | テイラー・シェリダン | テイラー・シェリダン                    | 2018年7月18日 | 1.89                  |
| ケイシーはテイトをジョンのもとに連れて行く。テイトが川に落ちてジョンが救う。監禁犯の人骨が発見され、ケイシーは部族警察に逮捕される。ジミーは臨時雇いのフレッドに虐められるもリップに救われ、焼印を押されたイエローストーン牧場のカウボーイの絆を知る。リップはフレッドを「列車の駅」と呼ぶゾーン・オブ・デスで殺させる。ベスはダンを地元のカウボーイの集まる店に連れ出し、手荒い歓迎を受けさせる。 |               |                                         |                      |                                         |               |                       |
| 5 | 5             | "重い絆" "Coming Home"                  | テイラー・シェリダン | テイラー・シェリダン                    | 2018年7月25日 | 1.95                  |
| モニカに助けを求められ、ジョンはジェイミーに命じてケイシーを釈放させる。ジョンはケイシー一家を牧場に引き留めようとする。リップは刑務所から出たばかりのウォーカーを牧場に雇い入れる。 |               |                                         |                      |                                         |               |                       |
| 6 | 6             | "刻まれた記憶" "The Remembering"        | テイラー・シェリダン | テイラー・シェリダン                    | 2018年8月1日  | 2.10                  |
| リップはたびたび尻ぬぐいをさせられるケイシーと乱闘になり、牧場に戻るなと言い、殺した監察医から盗んだ検死結果を見せる。ジェイミーは司法長官を引退予定のマイクの後釜として知事の支持をもらい、クリスティーナをアシスタントとする。州下院議員になるよう父に言われたベスは、父と寝たことで知事のライネルをののしり、ライネルはダットン家への支持を再考する。ジェイミーとベスは知事から父の癌のことを知らされる。モニカは学校で生徒に殴られて頭に怪我をさせられる。電力源を失い窮地に陥ったダンは、有能なメロディを呼び、ダットン家への対抗策を練る。ダットン家に対抗するトーマスがダンに接近し、カジノ建設案をもちかける。 |               |                                         |                      |                                         |               |                       |
| 7 | 7             | "敵か味方か" "A Monster Is Among Us"    | テイラー・シェリダン | テイラー・シェリダン                    | 2018年8月8日  | 2.08                  |
| モニカは倒れ開頭手術を受ける。ダンとマークは取引の詳細を交渉する。メロディは川の流れを変えた件でジョンを環境保護局に訴える。カジノを先住民に、ダンにはホテルを運営させる協力計画を立てる。ジョンは体に異変を感じる。リップは中国人観光客を救えずに墜落死させ、熊を殺す。ジェイミーは司法長官選挙出馬の準備を始める。 |               |                                         |                      |                                         |               |                       |
| 8 | 8             | "綻び" "The Unravelling, Pt. 1"         | テイラー・シェリダン | テイラー・シェリダン                    | 2018年8月15日 | 2.13                  |
| モニカは麻痺が残りリハビリを行う。ジェイミーの家を含む居留地の家が恐竜の化石を狙うトレジャーハンターに荒らされる。ケイシーはロバートを殺したことをモニカに告白する。退院したモニカはテイトとともに父の家に移り、荒れたケイシーは流れ者と喧嘩になる。リップが熊を殺したために野生生物局員が捜査に来るが、落馬して重傷を負いリップに救われる。ジャーナリストのサラが偽名でジェイミーの選挙スタッフに加わり、ダットン家を調査する。マークとダンは、地価を上げて固定資産税を上げ、ジョンが土地を売らざるを得なくなる計画を立てる。ベスはダンの財政上の弱みを握って潰しにかかる。ジョンは司法長官選挙を諦めてリップの法的問題を解決するようジェイミーに命令し、逆らうジェイミーを殴り倒す。 |               |                                         |                      |                                         |               |                       |
| 9 | 9             | "訣別" "The Unravelling, Pt. 2"         | テイラー・シェリダン | テイラー・シェリダン                    | 2018年8月22日 | 2.37                  |
| 熊を殺した件で保安官のハスケルは野生生物局員の前で証拠を隠蔽しリップを陥れようとする。ジョンはジェイミーの司法長官選出馬を止めるよう知事と現司法長官に求めるが拒否される。二人は、居留地と牛の帰属をめぐって民事裁判の被告となり、川筋の変更をめぐり環境保護局に訴追されているジョンに、家畜協会の理事を辞任するよう求める。ジョンは司法長官を断念しないジェイミーと縁を切り、ベスを使って牧場の顧問弁護士から解雇する。包囲網の存在に気づいてリップにダンの調査を命じる。ダンはストリッパーのエイブリーにトーマスとダンの会話を盗聴させ、見返りにカウボーイとして牧場に雇う。ケイシーは牧場に戻り、カウボーイとなる。リップやケイシーはダンを捕らえて脅し、ジョンに土地を売らせるようしむける計画を告白させる。サラは素性を明らかにし、ジョンの不正の調査への協力と引き換えに選挙への助力をジェイミーに提案する。                                                                               |               |                                         |                      |                                         |               |                       |

### シーズン2のエピソード
| 通算 話数 | シーズン 話数 | タイトル                            | 監督               | 脚本                                                 | 放送日        | U.S.視聴者数 (百万人) |
| --- | ------------- | ----------------------------------- | ------------------ | ---------------------------------------------------- | ------------- | --------------------- |
| 10 | 1             | "遠雷" "A Thundering"               | Ed Bianchi         | テイラー・シェリダン & John Coveny                   | 2019年6月19日 | 2.41                  |
| ベテランのカウボーイがイエローストン牧場に加わる。ケイシーは牧場に戻るも実家には住まずカウボーイたちと暮らす。ベスはモンタナ州にシュワルツ&マイヤーのオフィスを構える。ジェイミーはクリスティーナと暮らし始める。ジョンは元ロデオクイーンの検事キャシディをジェイミーの対抗馬とする。マークのカジノ建設提案は部族会議で反発を受ける。ダンは脅しにもめげずモンタナ州にとどまる。ジョンは潰瘍破裂で倒れる。 |               |                                     |                    |                                                      |               |                       |
| 11 | 2             | "新たな始まり" "New Beginnings"     | Ed Bianchi         | テイラー・シェリダン                                 | 2019年6月26日 | 2.21                  |
| ジョンは退院し、ケイシーを牧場の後継ぎにするために手を打つ。リップの代わりにケイシーにカウボーイたちを統率させる。皆の前で二人を喧嘩させ、ケイシーに勝たせる。だがリップとベスはともにケイシーの能力を疑う。ベスは上司のボブとともに、政府の補助金を利用するスキームでパーク郡の土地を買い集める。麻痺の残るモニカはジョンが斡旋してくれた大学の教鞭をとり始める。理学療法のプールで、ジョンを送って来たケイシーに再会する。 |               |                                     |                    |                                                      |               |                       |
| 12 | 3             | "無法者" "The Reek of Desperation"  | Stephen Kay        | テイラー・シェリダン                                 | 2019年7月10日 | 2.28                  |
| トーマスとダンはカジノ&ホテル建設の契約を発表する。スロットマシン付の給油所を経営するマルコムとティールのベック兄弟がダンの前に現れて計画を妨害すると宣言する。ジョンとベスに対抗馬のキャシディを擁立されて運動資金が不足するジェイミーに、知事の紹介でトーマスが資金提供を申し出る。ジェイミーは家族の敵と組むことをためらい、ベスに相談した上で司法長官選から撤退する。クリスティーナは彼を家から追い出す。ケイシーは牧場を継ぐために父が次々と課す義務に戸惑う。ジミーは昔の仲間に麻薬製造原料を買うよう頼まれて断る。 |               |                                     |                    |                                                      |               |                       |
| 13 | 4             | "悪魔の取引" "Only Devils Left"     | Stephen Kay        | Brett Conrad & テイラー・シェリダン                  | 2019年7月17日 | 2.08                  |
| ベック兄弟がカジノ建設を阻止するためにジョンに同盟関係を申し出るがジョンは断る。牧場に有害な牧草が撒かれて360頭の牛が死に、ジョンはケイシーに牧畜協会のエージェントとして捜査させる。同行したエージェントが少年を射殺する事件が起きる。ジェイミーは牧場が信託に入り負債を抱えていることを知る。ベスはことあるごとにジェイミーを苛む。ジミーが金を借りた仲間が取り立てに来てジミーの祖父を殴り倒す。 |               |                                     |                    |                                                      |               |                       |
| 14 | 5             | "命知らず" "Touching Your Enemy"    | ジョン・ダール     | John Coveny & Ian McCulloch and テイラー・シェリダン | 2019年7月24日 | 2.18                  |
| ケイシーはダンを尋問して牛殺しの背後にいないと確信する。ジョンは州司法長官になる予定のキャシディと協力し、牧畜協会のエージェントによる射殺事件の責任を回避しようとする。サラがジェイミーとのインタビューで書いたジョンを糾弾する記事を公開すると迫り、ジェイミーはベスに迫られて父に告白する。ジミーはカウボーイ競技で借金を返そうとする。理学療法士のマーティンがモニカに接近する。 |               |                                     |                    |                                                      |               |                       |
| 15 | 6             | "血の代償" "Blood the Boy"          | ジョン・ダール     | Brett Conrad & テイラー・シェリダン                  | 2019年7月31日 | 2.27                  |
| ベック兄弟はトーマスに同盟相手になれと脅す。ジョンは兄弟が牛殺しの背後にいると悟り、兄弟に対抗するためにダンとトーマスを含めた三者の同盟関係を申し出る。ジェイミーはサラに記事の取り消しを願うが断られ、殺してしまう。リップに頼んで事故死に見せかける。リップに死体の始末の片棒を担がされたウォーカーは牧場を出ようとする。リップは彼を「駅」に連れて行って口封じに殺そうとするが、ケイシーが密かに救って出て行かせる。ジミーはロデオで賞金を稼ぐ。ジョンとケイシーはテイトに狩りを体験させる。モニカはケイシーを忘れられずにマーティンを拒む。 |               |                                     |                    |                                                      |               |                       |
| 16 | 7             | "オオカミの襲来" "Resurrection Day" | Ben Richardson     | John Coveny & Ian McCulloch & テイラー・シェリダン   | 2019年8月7日  | 2.31                  |
| ベック兄弟は脅しとして居留地のカジノ関係者を殺し、ティール・ベックは種類委員会の権限でダンのホテルでの酒類販売を禁止する。マルコム・ベックはベスをオフィスに訪ねてカジノ阻止の協力をしろと脅迫する。武装した男たちを送り込み、アシスタントのジェイソンを殺しベスに暴力をふるうも、ベスに呼ばれたリップが男たちを殺しベスを救う。ジョンは事件を隠蔽し、男たちの死体をマルコム・ベックに送りつける。ジェイミーはベスに迫られて自殺を図るもジョンに止められる。生まれ変わった人間として宿舎に移りカウボーイの仕事を始める。テイトは馬を欲しがり、モニカはケイシーとよりを戻して一家は牧場に越してくる。ジョンは自分の部屋を明け渡し、死んだ長男リーの部屋に移る。 |               |                                     |                    |                                                      |               |                       |
| 17 | 8             | "荒野の誓い" "Behind Us Only Grey"  | Ben Richardson     | Brett Conrad & テイラー・シェリダン                  | 2019年8月14日 | 2.54                  |
| モニカはベスの怪我を見て牧場での生活が心配になる。ジョンはベック兄弟を倒すため、ダンとトーマスを招いて同盟関係を結び、ベック兄弟を殺すと宣言する。ジョンとリップとケイシーは攻撃の計画を練る。ジョンはベック兄弟をジャクソンホールに呼び出す。ジミーは賞金で借金を返す。 |               |                                     |                    |                                                      |               |                       |
| 18 | 9             | "かたき討ち" "Enemies by Monday"    | ガイ・ファーランド | テイラー・シェリダン & Eric Beck                     | 2019年8月21日 | 2.46                  |
| クリスティーナがジェイミーに妊娠を告げ、サラの事故死を疑う。モニカは店で先住民差別と万引きの疑いに曝されてベスを呼び、ベスは店を荒らして仕返しをする。ケイシーはベック兄弟の飛行機に細工をする。ジミーの祖父が殺され、ケイシーらカウボーイたちはジミーの昔の仲間たちを殺す。その夜、テイトが行方不明になる。 |               |                                     |                    |                                                      |               |                       |
| 19 | 10            | "父から子へ" "Sins of the Father"   | Stephen Kay        | テイラー・シェリダン & Eric Beck                     | 2019年8月28日 | 2.81                  |
| ベック兄弟はダンを殺させる。ジョンはベック兄弟に弱みを握られて兄弟を警備していた保安官ハスケルに手を引くよう求める。息子たちではなくリップに牧場を残すようベスに託す。牛殺しの事件の捜査令状を取り、武装した家畜協会員としてカウボーイたちを率い、ベック兄弟を殺し、民兵に虐待されていたテイトを取り戻す。トーマスはボディガードのモーを助けによこす。 |               |                                     |                    |                                                      |               |                       |

### シーズン3のエピソード
| 通算 話数 | シーズン 話数 | タイトル                                     | 監督               | 脚本                 | 放送日        | U.S.視聴者数 (百万人) |
| --- | ------------- | -------------------------------------------- | ------------------ | -------------------- | ------------- | --------------------- |
| 20 | 1             | "宿命の大地" "You're the Indian Now"         | Stephen Kay        | テイラー・シェリダン | 2020年6月21日 | 4.23                  |
| ジョンは家畜協会が武力を用いてテイトを取り戻した責任をとり、家畜協会の理事を辞任する。ケイシーが拒否したためにジェイミーを後釜に据える。牧草の不足のため、ジョンとカウボーイたちは牛を放牧しキャンプを張る。誘拐と虐待の記憶に苦しむテイトも同行する。モニカはジョンに、かつて土地をジョンの祖先たちから必死に守ったインディアンの立場に、今やジョンが置かれていると指摘する。ダンの遺族から土地を買い別荘地建設をもくろむ投資会社マーケット・エクイティーズのエリス・スティールが、トーマスのカジノ建設を妨害する。 |               |                                              |                    |                      |               |                       |
| 21 | 2             | "大いなる野望" "Freight Trains and Monsters" | Stephen Kay        | テイラー・シェリダン | 2020年6月28日 | 3.57                  |
| ベスはマーケット・エクイティーズが谷に空港とスキーリゾートと別荘地の建設を計画し、先日知り合った牧場主のロアーク・モリスが大株主であることを知る。リップは辞めたエイブリーの代わりにティーターを雇う。ジェイミーが家畜協会の理事に就任早々、エージェントが強盗事件の二人の容疑者を殺してしまう事件が起きる。 |               |                                              |                    |                      |               |                       |
| 22 | 3             | "駆け引き" "An Acceptable Surrender"         | ジョン・ダール     | テイラー・シェリダン | 2020年7月5日  | 3.73                  |
| ジェイミーは強盗事件の被害者の女性の父親らと話をでっち上げ、容疑者が不慮の事故で死んだことにする。エリス・スティールが、イエローストーン牧場の土地を州が強制収容し補助金を出して空港を建設させ、州が別荘地からの固定資産税を得る計画を知事に持ち掛ける。ジミーはロデオのプロになろうとして予選に出場するが落馬する。知事ペリーはロデオ場でジョンと話し、空港建設の話をする前に代償としてジェイミーを臨時の州司法長官としケイシーを家畜協会の理事の後釜にする提案をする。 |               |                                              |                    |                      |               |                       |
| 23 | 4             | "侵入者" "Going Back to Cali"                | ジョン・ダール     | テイラー・シェリダン | 2020年7月12日 | 3.55                  |
| ジミーは重傷を負って入院し、ミアと親しくなる。ベスはマーケット・エクイティーズの空港建設が抵抗に遭っているとリークし、株価が急落する。トーマスはカジノ建築の妨害を取り除くため、アンジェラ・ブルーサンダーを弁護士として雇う。ベスは不妊をリップに告白する。知事はキャンプに来て牧場の土地での空港建設計画のことをジョンに打ち明け、ケイシーに家畜協会理事をジェイミーの代わりに継ぐよう説得する。バイカーの集団が牧場に侵入して争いとなり、ジョンは脅して追い払う。 |               |                                              |                    |                      |               |                       |
| 24 | 5             | "罪なき死" "Cowboys and Dreamers"            | Christina Voros    | テイラー・シェリダン | 2020年7月19日 | 3.69                  |
| ベスがジェイミーを憎むに至った過去の出来事が描かれる。ティーンエージャーのベスはリップの子を妊娠し、リップに隠してジェイミーに相談する。ジェイミーは不妊となることを承知で、インディアン居留地の無料診療所で中絶手術を受けさせる。現在、ジェイミーは州司法長官に、ケイシーは家畜協会の理事にそれぞれ就任する。ケイシーはジョンとカウボーイたちの協力で、差し押さえを受けて自殺したハスケル保安官の従兄弟の家畜を銀行に隠して売りさばき、売上金を家族に渡す。トーマスとジョンは共通の敵マーケット・エクイティーズと戦うために再び同盟関係を結ぶ。ベスはロアークの持ち株を空売りする。ウェイド・モロー父子がバッファローの群れを牧場近辺に連れて来て嫌がらせをする。ジミーは退院する。 |               |                                              |                    |                      |               |                       |
| 25 | 6             | "絶望の果て" "All for Nothing"               | Christina Voros    | テイラー・シェリダン | 2020年7月26日 | 3.68                  |
| ウェイド・モローは仇敵であるジョンに、バッファローは観光客用であると言う。夜、カウボーイたちはバッファローに乗って騒ぐ。先住民の少女が行方不明になり、ケイシーやモニカも協力して探すも死体で見つかる。マーケット・エクイティーズのCEOウィラ・ヘイズは牧場の土地の空港相当分を高額で買い上げる提案をジェイミーにする。ベスはジョンに、ジェイミーのせいで自分の子宮が摘出されたことを告白する。 |               |                                              |                    |                      |               |                       |
| 26 | 7             | "解かれた封印" "The Beating"                 | ガイ・ファーランド | テイラー・シェリダン | 2020年8月2日  | 3.63                  |
| ケイシーは牛泥棒の事件を解決する。ミアとララミーがカウボーイたちの宿舎に泊まり、リップを苛立たせる。ジョンはベスが中絶するよう仕向けたことを詫びる。ベスは父の許しを得てリップに求婚する。ウェイド・モロー父子が再びジョンの前に現れて争いになる。ジェイミーは自分が養子で実父が殺人犯であることを初めて知る。 |               |                                              |                    |                      |               |                       |
| 27 | 8             | "殺すか殺されるか" "I Killed a Man Today"    | ガイ・ファーランド | テイラー・シェリダン | 2020年8月9日  | 3.83                  |
| ベスとウィラ・ヘイズはお互いの株を売買して闘う。ジェイミーは、モンタナ州が牧場の土地の一部の収用と空港建設に乗り気であり、その場合は土地が値上がりして固定資産税の支払いに苦しむこと、マーケット・エクイティーズからの土地の購入提案の受諾がベストかもしれないことをケイシーに相談する。ジョンはベスから提案を聞くも拒否する。モニカは、行方不明の先住民の少女が殺された件で部族警察の囮捜査に協力し、犯人は射殺され多数の被害者の遺体が見つかる。リップはベスとの結婚の意志をジョンに伝える。ウェイド・モロー父子がコルビーとティーターを襲ってジョンへの意趣返しをする。リップとロイドは酒場で歌うウォーカーに再会する。 |               |                                              |                    |                      |               |                       |
| 28 | 9             | "悪より冷酷に" "Meaner Than Evil"            | Stephen Kay        | テイラー・シェリダン | 2020年8月16日 | 3.99                  |
| リップはウォーカーを拉致し、始末しなかったケイシーを責める。カウボーイたちは忠誠を示さなければならないウォーカーを加え、コルビーとティーターの報復にモロー父子を殺し、ロアーク・モリスに雇われていたことを知る。ジョンの指示に従い、死体を法の及ばないゾーン・オブ・デスに捨てる。ティーターとコルビーも焼印を受け入れる。マーケット・エクイティーズはシュワルツ&マイヤーの大株主となってベスが買い集めた牧場周辺の土地を手に入れ、ウィラ・ヘイズはベスを解雇する。ジェイミーは実母を殺して服役を終えた実父のギャレット・ランドルに会う。 |               |                                              |                    |                      |               |                       |
| 29 | 10            | "帝国の終わり" "The World Is Purple"         | Stephen Kay        | テイラー・シェリダン | 2020年8月23日 | 5.16                  |
| ジミーはミアに促され、ジョンとの約束を破ってロデオを再開するも落馬して再び大けがをする。ジェイミーは実父と話し、自分がジョンに愛されていないと考え今後は家族に尽くさないと決める。空港建設をめぐる全関係者が知事と司法長官ジェイミーのもとに集まる。ベスはウィラ・ヘイズをハラスメントで告発し、職務停止に追い込む。ロアークは州の資金なしで空港を建設し、多額の州税収を描いて知事を拒否できない立場に追い込む。ジェイミーは低額での州収用ではなく高額の売却をジョンに求め、拒否するジョンとベスを怒らせる。トーマスとアンジェラは空港の環境への影響をめぐり訴訟を起こすと脅す。アンジェラは力で牧場の土地を部族に取り戻すことをトーマスに促す。ケイシーは次期知事に推される。リップは母の遺骸から指輪を回収する。ベスのオフィスは爆破され、ケイシーはオフィスで襲撃され、ジョンは道路わきで銃撃される。 |               |                                              |                    |                      |               |                       |

### シーズン4のエピソード
| 通算 話数 | シーズン 話数 | タイトル                                                          | 監督                      | 脚本                 | 放送日         | U.S.視聴者数 (百万人) |
| --- | ------------- | ----------------------------------------------------------------- | ------------------------- | -------------------- | -------------- | --------------------- |
| 30 | 1             | "落とし前" "Half the Money"                                       | Stephen Kay               | テイラー・シェリダン | 2021年11月7日  | 8.38                  |
| 1893年、インディアンの集団がかつて自分たちの土地であったダットン牧場に来て、埋葬の許可を求める。ジョンの先祖はこれを許し、牧草と食糧を与える。現在、リップが重傷を負ったジョンを見つけてヘリコプターで病院に運ばせる。ケイシーは襲撃を生き延び、警察とともに父を襲撃した男たちを追い詰めて殺すが傷を負う。牧場も襲撃されキャビンは焼け落ちるがモニカは生き延びる。ベスは爆発を生き延びるも大やけどを負う。病院で孤児となった少年と出会う。二か月後ジョンは退院し、ベスはジェイミーが襲撃の黒幕と疑って復讐を誓う。トーマスはモーに命じ、ダットン家襲撃の黒幕だと主張する男を尋問させる。ジョンは退院し、カウボーイたちに詫び、感謝する。リップはロアーク・モリスが黒幕だと信じて殺す。 |               |                                                                   |                           |                      |                |                       |
| 31 | 2             | "消えない痛み" "Phantom Pain"                                     | Stephen Kay               | テイラー・シェリダン | 2021年11月7日  | 7.84                  |
| ジェイミーがリースした土地での空港建設現場で先住民の遺跡が発見され、工事は中断する。マーケット・エクイティーズの取締役会長のキャロライン・ワーナーが来てエリス・スティールを叱責する。トーマスに会い、富裕層向けカジノを建設するなら資金を提供し、見返りに空港工事妨害をしないよう求める。ジョンはケイシーに、自分たちを襲撃した民兵を調べるよう言う。ジョンは牧場に名声を与えるため、調教師のトラビスに依頼して積極的な馬の購入を始める。ジミーはミアの助けで退院する。ベスは自分を解雇したロバートに会って罵り、牧場の北半分は自分とシュワルツ&マイヤーの共同所有であると明かす。病院で出会った孤児のカーターを牧場に迎え入れ、リップも渋々受け入れる。ジェイミーは実父ギャレットの助けで牧場を購入する。 |               |                                                                   |                           |                      |                |                       |
| 32 | 3             | "荒療治" "All I See Is You"                                       | ガイ・ファーランド        | テイラー・シェリダン | 2021年11月14日 | 7.49                  |
| ケイシーは家畜協会や警察を使い、自分たちを襲った民兵を殺す。モーが捕らえた男は刑務所仲間リギンスの依頼で民兵たちを雇ったと告白し、リギンスのファイルとともにジョンに渡される。ジョンはゾーン・オブ・デスに連れて行って決闘し殺す。ジミーは馬飼いの修業のためにテキサスにトラビスと同行させられることになり、ミアと別れる。ミアの友人ララミーはロイドからウォーカーに乗り換える。ケイシーはエメットの地役権を侵害した新牧場主に思い知らせる。ベスはカーターの態度に激怒し、リップはカーターを厩舎で寝かせる。テイトは誘拐や襲撃のPTSDに苦しむ。 |               |                                                                   |                           |                      |                |                       |
| 33 | 4             | "選ぶべき道" "Winning or Learning"                                | ガイ・ファーランド        | テイラー・シェリダン | 2021年11月21日 | 7.42                  |
| トラビスはイエローストーン牧場所有の馬で数々のホースショーに出て多額の賞金を稼ぎ、テキサスのフォー・シックス(6666)牧場にジミーを届ける。ララミーをめぐり、ロイドとウォーカーは喧嘩になる。ベスはキャロラインからモンタナを開発するためにマーケット・エクイティーズ(M.E.)での職を提供され、報酬としてM.E.の持つシュワルツ&マイヤーの全株を要求する。ケイシーはテイトのPTSDを治すため、家族で牧場を出てモニカの祖父の家に住むことにする。ジョンはケイシーに、自分たちの襲撃を依頼したという囚人リギンスのファイルを渡す。ジェイミーに調査の手助けを頼むことで、彼が黒幕かどうかを試せと言う。ケイシーはジェイミーに会ってリギンスのファイルを渡す。ジェイミーは、ケイシーの民兵への復讐の法的問題をもみ消したと話し、調査を約束する。ジェイミーはリギンスの同房者の名簿の中に実父の名前を見て驚く。                                                                           |               |                                                                   |                           |                      |                |                       |
| 34 | 5             | "孤独な戦い" "Under a Blanket of Red"                             | Christina Alexandra Voros | テイラー・シェリダン | 2021年11月28日 | 7.89                  |
| ケイシー一家が出て行ってジョンは孤独になる。ベスは、牧場を守るためにマーケット・エクイティーズに入社し、報酬としてシュワルツ&マイヤーの経営権を握るだけの株をもらって自分を解雇したロバートを解雇する。サマー・ヒギンスが率いる動物愛護団体が家畜協会の前で抗議活動を行う。ジョンはサマーを逮捕させたのちに保釈する。ジェイミーは、刑務所のリギンスの待遇を改善する代わりに実父ギャレットの情報を得る。ギャレットに会いに帰ると、息子を見せに来たクリスティーナがいる。リップはウォーカーに喧嘩を売ったロイドに罰を与え続ける。 |               |                                                                   |                           |                      |                |                       |
| 35 | 6             | "決闘" "I Want to Be Him"                                         | Christina Alexandra Voros | テイラー・シェリダン | 2021年12月5日  | 7.28                  |
| ベスはジョンが家に泊めたサマーと激しい口喧嘩になる。カーターがベスに謝罪して許され、厩舎からリップの家に戻る。ジェイミーは実父が家族の襲撃を依頼したことを知り対決するも、自分のためにやったと聞かされて沈黙する。ロイドはウォーカーのギターを壊し、ウォーカーを刺す。ジョンはティーターやララミーら女性を揉め事の種として解雇し、ロイドとウォーカーに決闘をさせる。モニカとケイシーは新たに家を買う。ケイシーは居留地の馬泥棒の件で呼ばれ、エイブリーに再会する。 |               |                                                                   |                           |                      |                |                       |
| 36 | 7             | "カウボーイの歌" "Keep the Wolves Close"                          | テイラー・シェリダン      | テイラー・シェリダン | 2021年12月12日 | 7.54                  |
| ジミーは獣医のエミリーに出会う。ティーターはジョンに焼印を見せて直訴し、自分とララミーがカウボーイの宿舎に戻ることを許される。ロイドは壊したウォーカーのギターの替わりを買って詫びを入れる。ケイシーとモーは、居留地から盗まれた馬がムスタングとして保護されているのを見つけて連れ戻す。ベスはMEの会議に出て、イエローストーン全体を飲み込む巨大な開発計画について知り、自然を破壊するとサマーにリークして潰そうとする。 ギャレットはジェイミーを知事にしたいとクリスティーナに漏らす。知事が上院選に転出してジェイミーを後継にしたいとジョンに伝え、ジェイミーの闇を知るジョンはこれを阻止するため自分が出馬すると提案してて受け入れられる。自分が後継に指名されると期待したジェイミーは知事のジョン指名の発表を聞いて驚く。ベスはジェイミーを嘲る。 |               |                                                                   |                           |                      |                |                       |
| 37 | 8             | "情けは無用" "No Kindness for the Coward"                         | テイラー・シェリダン      | テイラー・シェリダン | 2021年12月19日 | 7.73                  |
| 過去、ジョンの曽祖父のジェームズが馬泥棒を殺すも負傷する。現在、ギャレットとクリスティーナがジェイミーに知事選でジョンと戦うよう促す。ベスの思惑通りにサマーの率いる環境運動家が空港建設反対のデモを起こす。ベスはデモ隊の排除を全国メディアで報道させる。ジョンの求めでリップとカーターがベスとともに母屋に越してくる。モニカは妊娠する。ジミーはエミリーと親密になる。ジョンとリップは刑務所にいる襲撃犯の依頼人リギンスに会いに行く途中、ダイナーでの人質事件に遭遇し、銃撃戦を起こして犯人たちを倒す。客の一人であったハスケル保安官は死ぬ。 |               |                                                                   |                           |                      |                |                       |
| 38 | 9             | "バッファローの谷" "No Such Thing as Fair"                        | Stephen Kay               | テイラー・シェリダン | 2021年12月26日 | 7.48                  |
| ジョンのダイナーでの活躍が報道される。クリスティーナはジェイミーに、知事選ではジョンに対抗して「進歩」をスローガンにすべきだと言う。ギャレットが妻を殺して刑務所にいたことを明かされ、ギャレットと距離をとるようジェイミーに勧める。ジョンはベスに、襲撃の依頼者は終身刑で刑務所にいるリギンスだと明かし、これ以上の復讐は不要だと諭す。警官への暴行容疑で逮捕されたサマーは終身刑を求刑されそうになり、ジョンに助けを求める。ジョンは拘置所でサマーに会い、ベスにけしかけられたことを知る。ジョンはベスを叱責し、家から追い出すと脅す。ケイシーは狼を目撃したことをトーマスとモーに話し、山中で水と食糧無しで四日間を過ごす、戦士としての試練を受ける。ジミーはイエローストーン牧場に戻ることになり、恋人エミリーと辛い時を過ごす。 |               |                                                                   |                           |                      |                |                       |
| 39 | 10            | "死が分かつまで" "Grass on the Streets and Weeds on the Rooftops" | Stephen Kay               | テイラー・シェリダン | 2022年1月2日   | 9.34                  |
| ケイシーは水も食事もとらない試練を続け、幻視を見てモニカとの結婚の暗い運命を悟った後に、家に帰る。ジョンは知己の判事にサマーの減刑を頼むも、判事は執行猶予の司法取引を無視して数十年の懲役刑を言い渡す。ジョンは再び判事に翻心を促し、控訴すれば8カ月の懲役で済むことになる。ワーナーはベスがサマーを扇動し、空港反対運動をメディアにリークしたことを知って激怒してマーケット・エクイティーズから解雇し、さらなる報復を宣言する。ベスは急いでリップと結婚する。刑務所に行ってリギンスに面会し、ジェイミーの実父が襲撃の依頼者であることを知る。ジェイミーに会って脅し、選択を迫って実父を殺すよう誘導する。ジェイミーがゾーン・オブ・デスに遺体を捨てる写真を撮って脅迫のための材料を得る。ジミーは恩を返すため、婚約したエミリーに送られてイエローストーンに戻る。エミリーは居合わせたミアと乱闘になる。ジョンはジミーを義務から解放し、ジミーはエミリーとテキサスに行く。 |               |                                                                   |                           |                      |                |                       |

## スピンオフ

### 1883
前日譚である『1883』が2021年12月19日よりミニシリーズとしてParamount+で配信されている。日本ではU-NEXTで独占配信されている。本番組はシェリダンとViacomCBSおよびMTV Entertainment Groupが結んだ5年契約の一部である。 アメリカ開拓期に大陸を横断してイエローストーン牧場となる場所に移住したダットン家を描く。

### 1923
2022年2月、もう一つの前日譚スピンオフである『1923』が発表された。シーズン1は2022年12月18日より Paramount+で配信されている。『1883』に続く禁酒法および大恐慌時代のダットン家を描く。8話ずつからなる2シーズンをもって完結予定である。日本ではU-NEXTで独占配信されている。

### 1944
さらに、『1923』の次の時代を描く”1944”が企画されている。

### 6666
“6666”は現代のテキサスにある”6666”牧場を舞台とする企画中のスピンオフである。本シリーズのシーズン4とシーズン5の間の時期を描く。パラマウント・ネットワークで放送予定である。

### 2024
さらに、ケヴィン・コスナーの出演しない続編『2024』が企画されている。